# Comté de Lincoln (Kentucky)
Pour les articles homonymes, voir Comté de Lincoln.
Le comté de Lincoln est un comté de l'État du Kentucky, aux États-Unis. Son siège se situe à Stanford.
C'est un dry county.

## Histoire
Le comté a été fondé en 1780 et a été nommé d'après Benjamin Lincoln, major-général de l'armée continentale durant la guerre d'indépendance des États-Unis.

## Géographie
Selon le recensement de 2000, le comté a une superficie totale de 871,5 km2, dont 870,9 km2 (99,94 %) de terre et 0,54 km2 (0,06 %) d'eau.